# Toray Arrows 2013-2014 (maschile)
Questa voce raccoglie le informazioni riguardanti i Toray Arrows nella stagione 2013-2014.

## Stagione
I Toray Arrows partecipano alla stagione 2013-14 senza alcuna denominazione sponsorizzata.
Ottengono un quarto posto in V.Premier League, mentre nelle altre due competizioni domestiche si aggiudicano per la terza volta la Coppa dell'Imperatore e raggiungono i quarti di finale al Torneo Kurowashiki.

## Organigramma societario
Area direttiva
- Presidente: Haruhiko Yoshida

Area tecnica
- Allenatore: Atsushi Kobayashi
- Assistente allenatore: Hisanori Yajima, Yutaka Kutsuzawa
- Scoutman: Kenji Ito

## Rosa
| N° | Nome              | Ruolo | Data di nascita   | Nazionalità sportiva |
| -- | ----------------- | ----- | ----------------- | -------------------- |
| 1  | Takaaki Tomimatsu | C     | 20 luglio 1984    | Giappone             |
| 2  | Osamu Tanabe      | L     | 10 aprile 1979    | Giappone             |
| 3  | Yamato Fushimi    | C     | 24 dicembre 1991  | Giappone             |
| 4  | Shigeru Kondoh    | P     | 23 novembre 1982  | Giappone             |
| 5  | Yūta Yoneyama     | S     | 29 agosto 1984    | Giappone             |
| 6  | Shunsuke Watanabe | L     | 11 aprile 1988    | Giappone             |
| 7  | Hisashi Aizawa    | C     | 8 marzo 1986      | Giappone             |
| 8  | Tatsuya Setoguchi | S     | 25 maggio 1988    | Giappone             |
| 9  | Satoshi Umeno     | P     | 7 novembre 1989   | Giappone             |
| 10 | Hidetomo Hoshino  | S     | 29 settembre 1990 | Giappone             |
| 11 | Kongoh Oh         | P     | 12 maggio 1984    | Giappone             |
| 12 | Dejan Bojović     | O     | 3 aprile 1983     | Serbia               |
| 14 | Sho Sano          | S     | 17 dicembre 1991  | Giappone             |
| 15 | Haku Ri           | C     | 27 dicembre 1990  | Giappone             |
| 16 | Tatsunori Kakuda  | S     | 24 maggio 1983    | Giappone             |
| 17 | Ayumu Shinoda     | C     | 14 dicembre 1979  | Giappone             |
| 18 | Yūji Suzuki       | C     | 7 giugno 1986     | Giappone             |
| 19 | Kotaro Kuroki     | C     | 17 marzo 1991     | Giappone             |
| 20 | Takayuki Ohki     | S     | 11 agosto 1988    | Giappone             |
| 22 | Satoshi Tsuiki    | L     | 16 gennaio 1992   | Giappone             |

## Statistiche

### Statistiche di squadra
| Competizione          | Punti | In casa | In casa | In casa | In trasferta | In trasferta | In trasferta | Totale | Totale | Totale |
| Competizione          | Punti | G       | V       | P       | G            | V            | P            | G      | V      | P      |
| --------------------- | ----- | ------- | ------- | ------- | ------------ | ------------ | ------------ | ------ | ------ | ------ |
| V.Premier League      | 30/1  | ?       | ?       | ?       | ?            | ?            | ?            | 32     | 15     | 17     |
| Coppa dell'Imperatore | -     | -       | -       | -       | -            | -            | -            | 4      | 4      | 0      |
| Torneo Kurowashiki    | -     | -       | -       | -       | -            | -            | -            | 3      | 2      | 1      |
| Totale                | -     | ?       | ?       | ?       | ?            | ?            | ?            | 39     | 21     | 18     |

G = partite giocate; V = partite vinte; P = partite perse

### Statistiche dei giocatori
| Giocatore    | V.Premier League | V.Premier League | V.Premier League | V.Premier League | V.Premier League |
| Giocatore    | P                | PT               | AV               | MV               | BV               |
| ------------ | ---------------- | ---------------- | ---------------- | ---------------- | ---------------- |
| H. Aizawa    | 20               | 32               | 23               | 9                | 0                |
| D. Bojović   | 32               | 532              | 463              | 45               | 24               |
| Y. Fushimi   | 3                | 0                | 0                | 0                | 0                |
| H. Hoshino   | 24               | 113              | 100              | 11               | 2                |
| T. Kakuda    | 16               | 104              | 93               | 8                | 3                |
| S. Kondoh    | 30               | 61               | 14               | 45               | 2                |
| K. Kuroki    | 27               | 82               | 64               | 13               | 5                |
| K. Oh        | 20               | 25               | 12               | 11               | 2                |
| T. Ohki      | 20               | 130              | 116              | 8                | 6                |
| H. Ri        | 5                | 3                | 1                | 2                | 0                |
| S. Sano      | 1                | 0                | 0                | 0                | 0                |
| T. Setoguchi | 31               | 70               | 53               | 15               | 2                |
| A. Shinoda   | 32               | 156              | 89               | 54               | 13               |
| Y. Suzuki    | 28               | 150              | 126              | 14               | 10               |
| O. Tanabe    | 30               | 0                | 0                | 0                | 0                |
| T. Tomimatsu | 28               | 271              | 167              | 98               | 6                |
| S. Tsuiki    | 20               | 0                | 0                | 0                | 0                |
| S. Umeno     | 18               | 10               | 6                | 4                | 0                |
| S. Watanabe  | 31               | 0                | 0                | 0                | 0                |
| Y. Yoneyama  | 32               | 399              | 363              | 27               | 9                |

P = presenze; PT = punti totali; AV = attacchi vincenti; MV = muri vincenti; BV = battute vincenti

NB: Non sono disponibili i dati relativi alla Coppa dell'Imperatore, al Torneo Kurowashiki e di conseguenza quelli totali